# Guerra di Tecumseh

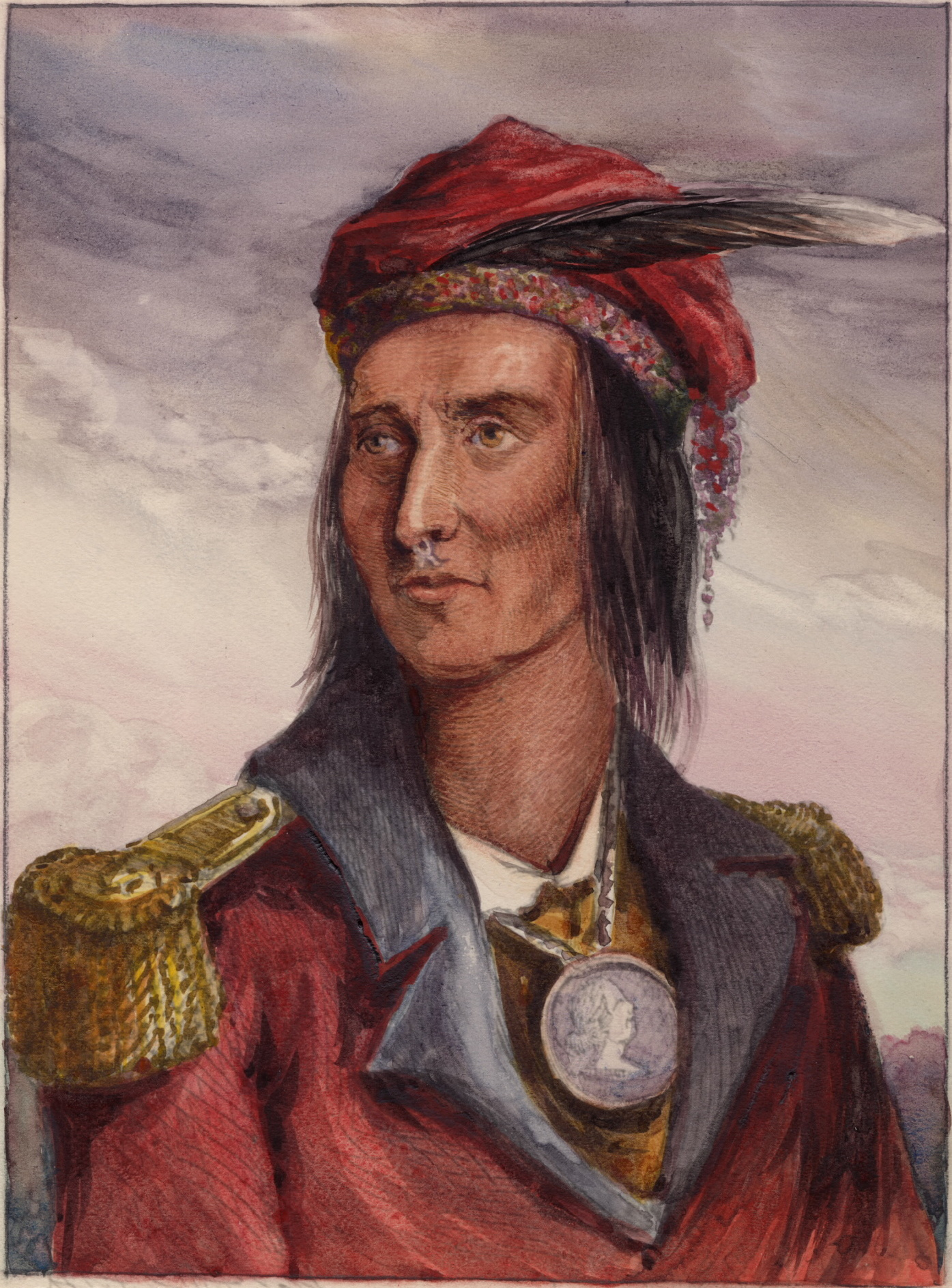
Tecumseh ritratto da Benson Lossing nel 1848 sulla base di un disegno del 1808

La guerra di Tecumseh o ribellione di Tecumseh fu un conflitto combattuto nel Territorio del nord-ovest tra Stati Uniti d'America ed un confederazione indiana guidata dal capo Shawnee Tecumseh. Nonostante la guerra si consideri spesso conclusa con la vittoria di William Henry Harrison nella battaglia di Tippecanoe del 1811, in realtà proseguì fondendosi con la guerra anglo-americana, ed è spesso considerata parte di un conflitto più ampio. Tecumseh fu ucciso dagli americani nella battaglia del Thames in Canada nel 1813, e la sua confederazione fu disintegrata. Le tribù che restarono negli Stati Uniti firmarono trattati e furono obbligati a vendere le proprie terre spostandosi ad ovest negli anni 1830 (in base all'Indian Removal Act). In un contesto a lungo termine, gli storici considerano la guerra di Tecumseh come la parte finale della guerra dei sessant'anni che portò alla conquista europea della regione dei Grandi Laghi (America).

## Contesto storico

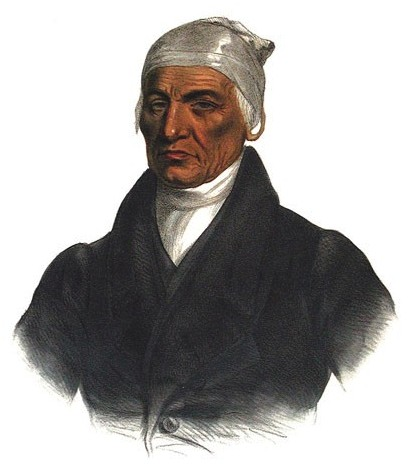
Il capo Shawnee Zoccolo Nero (Catecahassa) fu un duro avversario della confederazione di Tecumseh ed alleato degli Stati Uniti nella guerra anglo-americana del 1812

I due principali avversari nel conflitto, Tecumseh e William Henry Harrison, avevano partecipato entrambi da giovani alla battaglia di Fallen Timbers alla fine della guerra indiana del Nord-Ovest del 1794. Tecumseh non fu tra coloro che firmarono il trattato di Greenville che aveva posto fine alla guerra, e che aveva ceduto agli Stati Uniti buona parte dell'attuale Ohio, abitato da Shawnee e da altri nativi. Molti capi indiani della regione accettarono però i termini di Greenville, e per i successivi dieci anni la resistenza indiana all'egemonia statunitense scomparve.
Dopo il trattato di Greenville molti Shawnee dell'Ohio si insediarono nel villaggio Shawnee di Wapakoneta sul fiume Auglaize, dove furono guidati da Zoccolo Nero, un capo anziano che aveva firmato. Piccola Tartaruga, un capo dei Miami che aveva combattuto e firmato, viveva nel suo villaggio sul fiume Eel. Sia Zoccolo Nero che Piccola Tartaruga avevano bisogno di adattarsi alla cultura statunitense.
Le tribù della regione presero parte a molti trattati tra cui quelli di Grouseland e di Vincennes che riconobbero la sovranità statunitense sull'Indiana. I trattati portarono a nuove tensioni visto che permettevano ai coloni di entrare in Indiana pagando ai nativi un rimborso per la terra invasa.

### Rinascita religiosa

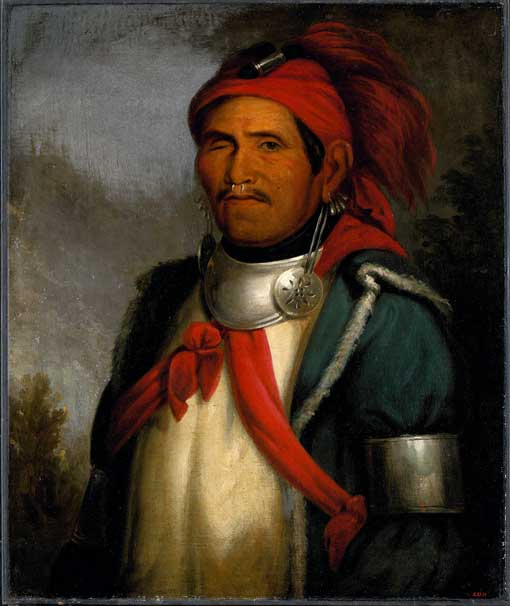
Tenskwatawa, di Charles Bird King

Nel maggio 1805 il capo Lenape Buckongahelas, uno dei più importanti capi dei nativi della regione, morì di vaiolo o influenza. Le tribù vicine credevano che la sua morte fosse stata causata da un tipo di stregoneria e fu organizzata una caccia alle streghe che portò alla morte di numerose donne Lenape. La caccia alle streghe ispirò una rinascita della religione dei nativi guidata dal fratello di Tecumseh, Tenskwatawa ("Il Profeta") che emerse nel 1805 come capo dei cacciatori. In breve tempo divenne una minaccia per l'influenza dei capi concilianti, tra cui Buckongahelas.
Tra gli altri insegnamenti religiosi, Tenskwatawa chiese agli indiani di rifiutare lo stile di vita europeo americano, come l'assunzione di liquori, i vestiti europei e le armi da fuoco. Chiese anche alle tribù di rifiutarsi di cedere altra terra agli Stati Uniti. Molti indiani decisi a cooperare con gli statunitensi furono accusati di stregoneria, ed alcuni furono giustiziati dai seguaci di Tenskwatawa. Anche Zoccolo Nero fu accusato durante la caccia alle streghe, ma non gli fu fatto nulla. Dal suo villaggio di Greenville, Tenskwatawa compromise le relazioni amichevoli tra Zoccolo Nero e gli Stati Uniti, portando alla nascita di tensioni con i coloni locali. Zoccolo Nero ed altri capi locali iniziarono a chiedere a Tenskwatawa di abbandonare con i suoi seguaci la zona per evitare una spirale militare.
Nel 1808 le tensioni con i bianchi e con gli Shawnee Wapakoneta obbligarono Tenskwatawa e Tecumseh a ritirarsi a nordovest ed a fondare il villaggio di Prophetstown nei pressi della confluenza tra Wabash e Tippecanoe, nella terra reclamata dai Miami. Piccola Tartaruga disse agli Shawnee che non erano i benvenuti, ma gli avvisi furono ignorati. Gli insegnamenti religiosi di Tenskwatawa divennero sempre più conosciuti, ed attrasse seguaci da molte nazioni, compresi Shawnee, Irochesi canadesi, Chickamauga, Meskwaki, Miami, Mingo, Ojibway, Odawa, Kickapoo, Delaware (Lenape), Mascouten, Potawatomi, Sauk e Wyandot.
Nel 1808 Tecumseh iniziò ad essere considerato un capo dalla sua comunità. I britannici del Canada gli chiesero di stringere un'alleanza, ma egli si rifiutò. Fu solo nel 1810 che gli americani lo conobbero. Tecumseh divenne capo di una confederazione basata sugli insegnamenti religiosi del fratello.
Willig (1997) dice che Tippecanoe fu la comunità nativa più popolosa della regione dei Grandi Laghi, e che fungeva da centro culturale e religioso. Era una roccaforte religiosa intertribale posta lungo il fiume Wabash in Indiana, ed ospitava 3 000 nativi americani. I bianchi la chiamarono Prophetstown (città dei profeti). Guidati inizialmente da Tenskwatawa, e poi unitamente con Tecumseh, migliaia di indiani di lingua algonchina si riunirono a Tippecanoe per ottenere forza spirituale.

### Territorio dell'Indiana
Nel frattempo, nel 1800, William Henry Harrison era diventato governatore del neonato territorio dell'Indiana, con capitale a Vincennes. Harrison voleva assicurarsi la terra dei nativi per permettere l'espansionismo americano. In particolare sperava che il territorio dell'Indiana avrebbe attratto abbastanza coloni bianchi da esser considerato un nuovo Stato. Harrison negoziò molte cessioni di terreno con i nativi.
Nel 1809 Harrison iniziò a premere per un nuovo trattato in modo da avere nuove terre per i coloni. Miami, Wea e Kickapoo si opposero in modo "veemente" a nuove cessioni lungo il fiume Wabash. Per convincerli a vendere Harrison decise, nonostante il parere opposto del presidente James Madison, di stringere un trattato con le tribù che volevano vendere, ed usarlo per influenzare chi era recalcitrante. Nel settembre 1809 invitò Potawatomi, Lenape, Eel e Miami ad una riunione a Fort Wayne. Durante le negoziazioni Harrison promise generosi sussidi e pagamenti alle tribù se avessero ceduto le terre richieste.
Solo i Miami si opposero. Presentarono la loro copia del trattato di Greenville e lessero la sezione che garantiva il possesso delle terre lungo il Wabash. Spiegarono la storia della regione e di come avevano invitato le altre tribù ad insediarsi nel loro territorio come amici. I Miami erano preoccupati per la mancanza dei capi Wea, nonostante fossero loro i principali proprietari della terra in discussione. I Miami chiedevano anche che il pagamento di nuove terre avvenisse per acro, e non per tratta. Harrison accettò di condizionare la ratifica del trattato all'approvazione da parte dei Wea e delle altre tribù, ma si rifiutò di comprare per acro. Rispose che ai nativi conveniva venderle in blocco, in modo da impedire ai bianchi di comprare solo gli acri migliori lasciando i nativi nelle terre più povere.
Dopo due settimane di negoziazioni i capi Potawatomi convinsero i Miami ad accettare il trattato, dato che i Potawatomi avevano in passato accettato trattati meno vantaggiosi per loro su richiesta dei Miami. Alla fine fu firmato il 30 settembre 1809 il trattato di Fort Wayne, col quale si vendevano agli Stati Uniti oltre 3 milioni di acri (circa 2000 km²) sul fiume Wabash a nord di Vincennes. Nei mesi invernali Harrison riuscì ad ottenere il parere favorevole dei Wea offrendo loro un generoso sussidio. I Kickapoo erano alleati degli Shawnee di Prophetstown e Harrison temeva che fossero difficili da influenzare. Offrì ai Wea un'ulteriore rendita se i Kickapoo avessero accettato il trattato, convincendo quindi i Wea a mettere pressione ai capi Kickapoo per accettare l'offerta. Nella primavera del 1810 Harrison aveva completato le negoziazioni ed il trattato fu firmato.

## Conflitto
Tecumseh si irritò per la firma del trattato di Fort Wayne, ed in seguito divenne un capo politico. Tecumseh riprese un'idea portata avanti negli anni precedenti dal capo Shawnee Giacca Blu e da quello Mohawk Joseph Brant, i quali affermavano che le terre indiane erano possedute in comune da tutte le tribù, e che quindi nessun terreno poteva essere venduto senza il consenso di tutti. Tecumseh sapeva che questo "ampio consenso era impossibile", ed è il motivo per cui sostenne questa posizione. Non ancora pronto per affrontare direttamente gli Stati Uniti d'America, i primi avversari di Tecumseh furono i capi nativi che avevano firmato, e minacciò di ucciderli tutti.
Tecumseh iniziò ad espandersi seguendo l'insegnamento del fratello secondo cui le tribù avrebbero dovuto tornare allo stile di vita ancestrale, ed iniziò a progettare un'alleanza pan-tribale. Tecumseh iniziò a viaggiare molto, chiedendo ai guerrieri di abbandonare i capi troppo concilianti e di unirsi alla resistenza di Prophetstown.
Harrison fu colpito da Tecumseh, e lo definì addirittura in una lettera come "uno di quei geni non comuni". Harrison pensava che Tecumseh avesse il potenziale per creare un impero forte se non controllato. Harrison sospettava che stesse organizzando una ribellione, e temeva che sarebbe stato in grado di raggruppare una grossa federazione, e che i britannici ne avrebbero tratto vantaggio reclamando il possesso del nordovest.

### Confronto a Grouseland

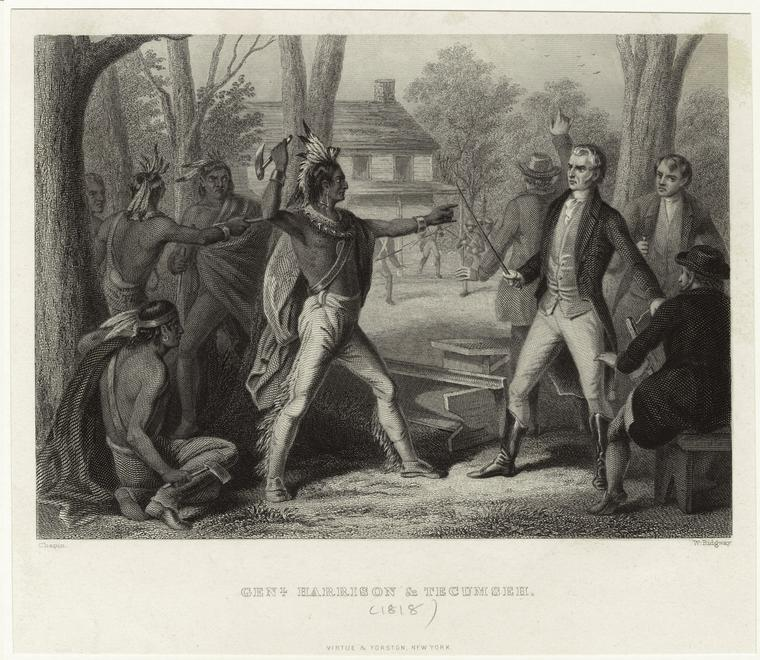
A Vincennes nel 1810, Tecumseh perde la calma quando William Henry Harrison si rifiuta di annullare il trattato di Fort Wayne

Nell'agosto 1810 Tecumseh e 400 guerrieri armati discesero il fiume Wabash per incontrare Harrison a Vincennes. I guerrieri erano tutti decorati con pitture di guerra, e la loro apparizione improvvisa spaventò i soldati di Vincennes. I capi del gruppo furono scortati a Grouseland dove incontrarono Harrison. Tecumseh affermò che il trattato di Fort Wayne era illegittimo; chiese ad Harrison di annullarlo e lo avvisò di non far colonizzare le terre cedute con il trattato. Tecumseh ammise di aver minacciato di uccidere i capi che l'avevano firmato, e che la sua confederazione stava crescendo velocemente. Harrison rispose a Tecumseh che i Miami erano i proprietari della terra e che quindi potevano decidere di venderla. Rifiutò anche la pretesa di Tecumseh che tutti gli indiani fossero una nazione unica, e disse che ogni nazione poteva intrattenere rapporti personali con gli Stati Uniti. Come prova Harrison disse a Tecumseh che il Grande Spirito avrebbe fatto parlare a tutti la stessa lingua se fossero stati lo stesso popolo.
Tecumseh si lanciò in una "confutazione appassionata", ma Harrison non ne capiva il linguaggio. Uno Shawnee amico di Harrison armò la propria pistola per avvisare Harrison del fatto che le parole di Tecumseh stavano creando problemi. Alla fine un tenente dell'esercito che parlava la lingua di Tecumseh avvisò Harrison del fatto che stava spronando i guerrieri ad uccidere Harrison. Molti guerrieri iniziarono ad estrarre le armi ed Harrison sguainò la spada. La città conteneva solo 1 000 persone e gli uomini di Tecumseh avrebbero potuto massacrare facilmente gli abitanti, ma quando alcuni ufficiali estrassero le armi per difendere Harrison i guerrieri arretrarono. Capo Winnemac, amico di Harrison, rispose agli ordini dati da Tecumseh ai guerrieri dicendogli che essendo venuti in pace, avrebbero dovuto tornare in pace e combattere un altro giorno. Prima di andarsene Tecumseh informò Harrison del fatto che se il trattato non fosse stato annullato avrebbe cercato di allearsi con i britannici.

### Crescita delle tensioni
L'anno seguente le tensioni aumentarono velocemente. Quattro coloni furono uccisi sul Missouri ed in un altro incidente un carico di provviste imbarcato su una nave fu rubato dai nativi. Harrison convocò Tecumseh a Vincennes per farsi spiegare le azioni dei suoi alleati. Nell'agosto 1811 Tecumseh si incontrò con Harrison a Vincennes, affermando che i fratelli Shawnee volevano mantenere la pace con gli Stati Uniti. Tecumseh viaggiò a sud per reclutare alleati tra le "Cinque Tribù Civilizzate". Molte delle nazioni meridionali rifiutarono la sua richiesta, ma un gruppo di Creek, divenuto poi famoso col nome di Red Sticks, rispose alla chiamata ed intraprese la guerra Creek, che si fuse con la guerra anglo-americana del 1812. Tecumseh fece un discorso appassionato e convinse molti a passare dalla sua parte.
(Tecumseh, 1811, 'The Portable North American Indian Reader')
Col crescere della tensione Harrison denunciò apertamente Tenskwatawa come fraudolento e pazzo, facendolo infuriare. Tecumseh ordinò al fratello di non fare nulla, ma questi continuò a chiedere la morte di Harrison. Tenskwatawa tolse il divieto alle armi da fuoco e ne procurò in quantità dai britannici del Canada. Tecumseh fece un errore strategico permettendogli di viaggiare a sud. Tenskwatawa approfittò dell'assenza del fratello per inasprire ulteriormente la tensione fomentando i suoi seguaci.

### Spedizione a Prophetstown

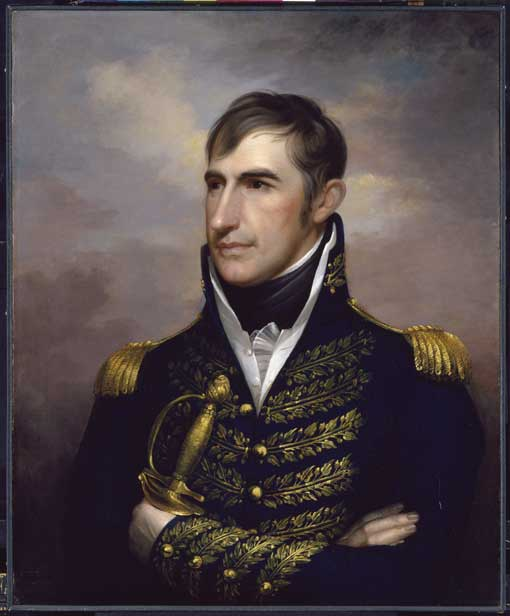
William Henry Harrison ritratto da Rembrandt Peale nel 1814

Harrison abbandonò il proprio territorio per trasferirsi in Kentucky mentre Tecumseh era via, lasciando in carica il segretario John Gibson. Gibson aveva vissuto tra gli indiani per molti anni, e seppe ben presto dagli amici che Tecumseh aveva stretto alleanza con i britannici che gli avevano fornito le armi. Fece preparare le milizie per la difesa della regione ed inviò messaggeri a richiamare Harrison. Harrison tornò con 250 soldati regolari e 100 volontari del Kentucky. Riunì le milizie dell'Indiana, in tutto 600 uomini, e gli Indiana Rangers a nord di Vincennes.
Mentre Tecumseh si trovava ancora a sud, il governatore Harrison marciò col proprio esercito a nord costeggiando il Wabash da Vincennes con oltre 1 000 uomini per intimidire il profeta ed i suoi seguaci. Il suo obiettivo era quello di costringerli ad accettare la pace, ma accettò di lanciare un attacco preventivo se avessero rifiutato. Il suo esercito si fermò nei pressi dell'odierna Terre Haute per costruire Fort Harrison ed ottenere un'importante posizione sul Wabash. Mentre si trovava a Fort Harrison, Harrison ricevette un ordine dal segretario alla Guerra William Eustis che lo autorizzava ad usare la forza se necessario per disperdere gli indiani di Prophetstown.
Il 6 novembre 1811 l'esercito di Harrison giunse a Prophetstown, e Tenskwatawa accettò di incontrare Harrison il giorno seguente. Tenskwatawa, forse sospettando che Harrison aveva intenzione di attaccare il villaggio, decise di rischiare un assalto preventivo, ed inviò 500 dei suoi guerrieri contro l'accampamento statunitense. Prima dell'alba gli indiani attaccarono, ma gli uomini di Harrison si difesero bene costringendo gli avversari a fuggire dal villaggio dopo la battaglia. Gli statunitensi diedero alle fiamme Prophetstown il giorno seguente e tornarono a Vincennes.

## Conseguenze
Harrison (e molti storici seguenti) affermarono che la battaglia di Tippecanoe fu un colpo mortale alla confederazione di Tecumseh. Harrison, in seguito soprannominato "Tippecanoe", divenne poi presidente degli Stati Uniti d'America a causa di questa vittoria. La battaglia fu un duro colpo per Tenskwatawa, che perse il prestigio e la fiducia del fratello. Nonostante la dura sconfitta, Tecumseh iniziò a ricostruire segretamente l'alleanza al suo ritorno dal sud.
A dicembre molti giornali statunitensi parlavano della battaglia. L'indignazione pubblica crebbe, e molti americani criticarono i britannici per aver incitato le tribù alla violenza e per aver fornito loro le armi. Andrew Jackson fu tra coloro che chiesero la guerra, affermando che gli indiani erano stati "agitati da agenti segreti britannici". Altri governatori occidentali chiesero di intraprendere azioni, William Blount del Tennessee chiese al governo di "ripulire gli accampamenti indiani da ogni inglese trovato...". Seguendo il sentimento popolare, il Congresso approvò risoluzioni che condannavano i britannici per aver interferito negli affari interni statunitensi. Tippecanoe alimentò la tensione con la Gran Bretagna, culminando con una dichiarazione di guerra dopo solo pochi mesi.
Quando gli americani entrarono in guerra contro gli inglesi, Tecumseh trovò alleati britannici in Canada. In seguito i canadesi avrebbero ricordato Tecumseh come un difensore del Canada, ma le sue azioni nel corso della guerra anglo-americana, che gli costò la vita, furono solo una prosecuzione del suo tentativo di avere una nazione indipendente dal dominio straniero. Tecumseh continuò la lotta fino alla morte, giunta nel 1813 durante la battaglia del Thames che pose fine alla rivolta indiana.